# Remington Model 1875

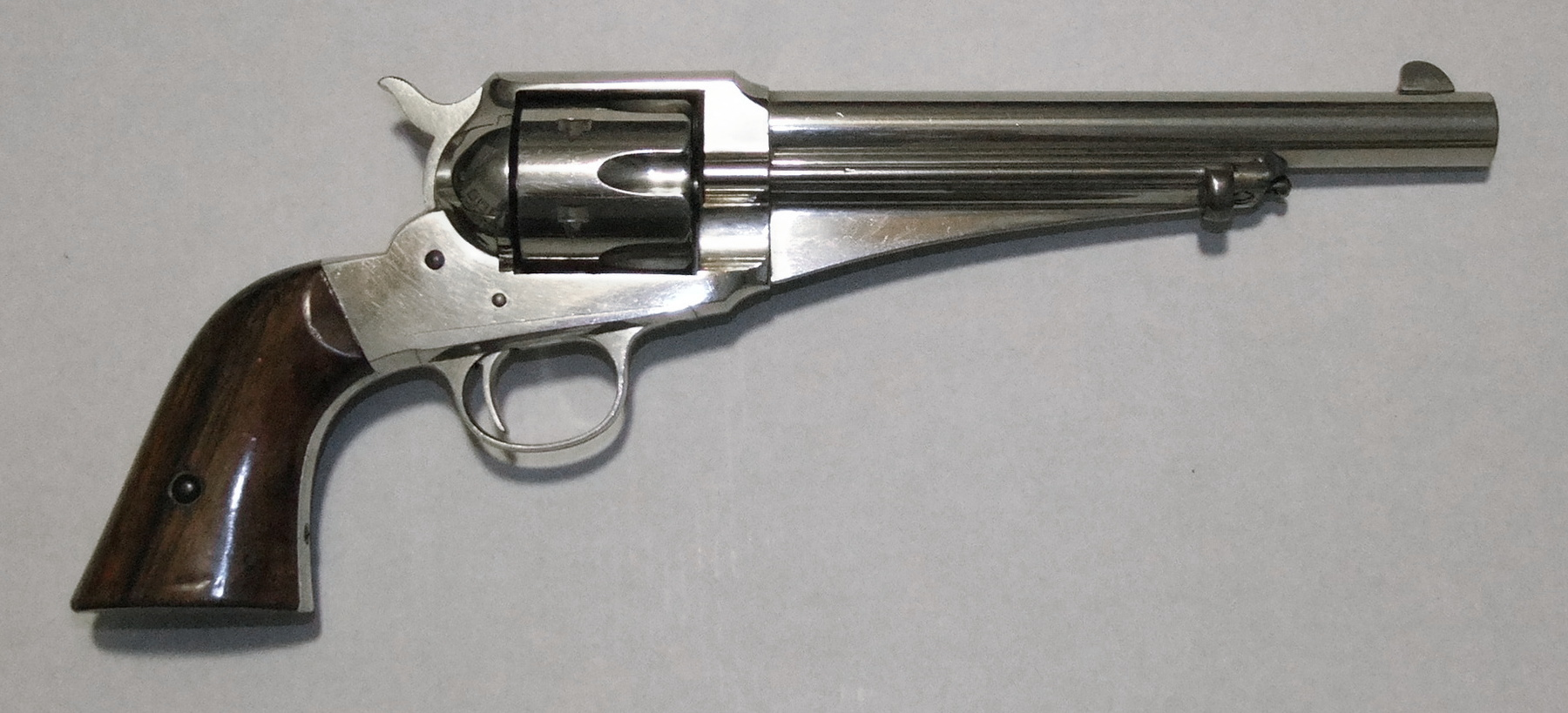
Um Remington Model 1875 original

O Remington Model 1875 Single Action Army (também conhecido como Improved Army ou Frontier Army) foi um revólver a percussão, da Eliphalet Remington & Sons, nos calibres: .44 Remington, .44-40 Winchester e .45 Colt. Ele foi baseado no bem-sucedido "New Model Army" (Remington Model 1858) tendo os dois o mesmo tamanho, aparência e o cilindro removível. 
O novo 1875 Remington diferia do antigo 1858 a percussão, por ter um cilindro de câmaras transpassadas próprias para cartuchos metálicos. Sendo assim, em 1875, a Remington entrou no mercado de revólveres de cartuchos metálicos com esse revólver de corpo grande e estilo militar, com a intenção de competir com o Colt Peacemaker. Cidadãos comuns e homens da lei do Velho Oeste, reconheceram a robustez e a qualidade dos novos revólveres da Remington. Esse desenho foi seguido pelo Model 1888 e do Model 1890.[carece de fontes?]